# Історія Ліберії

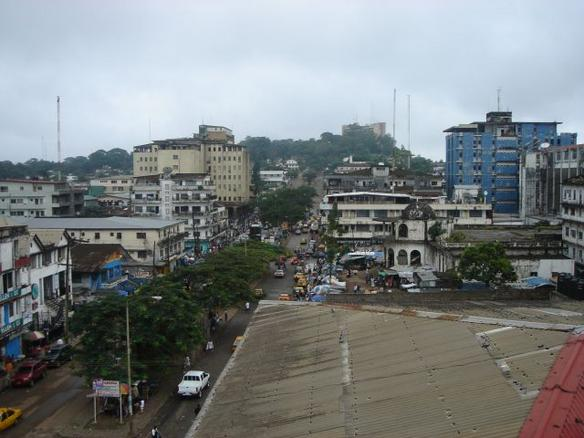
Монровія

Ліберія — країна західної Африки, яка має свою особливу історію.

## Рання історія
Щодо доісторичного періоду історії Ліберії багато фактів немає, бо не проводилося спеціальних археологічних досліджень. Однак відомо, що вже майже вся Африка була заселена людьми в часи пізнього палеоліту та мезоліту. Сучасне корінне населення країни — народи мовних сімей манде, кру, західної атлантики заселили територію Ліберії у 12 — 16 ст. н. е. Першими з відомих європейців дісталися морського узбережжя сучасної Ліберії португальці. Згідно одних даних це були експедиції на чолі з Діогу Гомішем у 1458 р., згідно інших — Педру де Сінтра в 1461 р. Португалія засновувала на узбережжі свої торгові факторії для ведення торгівлі з місцевим населенням, в тому числі займалась работоргівлею. Португальці називали узбережжя сучасної Ліберії Перцевим Берегом. Після португальців наприкінці 16 ст. на узбережжі країни з'явились голландці, французи, англійці та мореплавці з інших країн. Вони теж торгували з місцевим населенням.

## Новий час

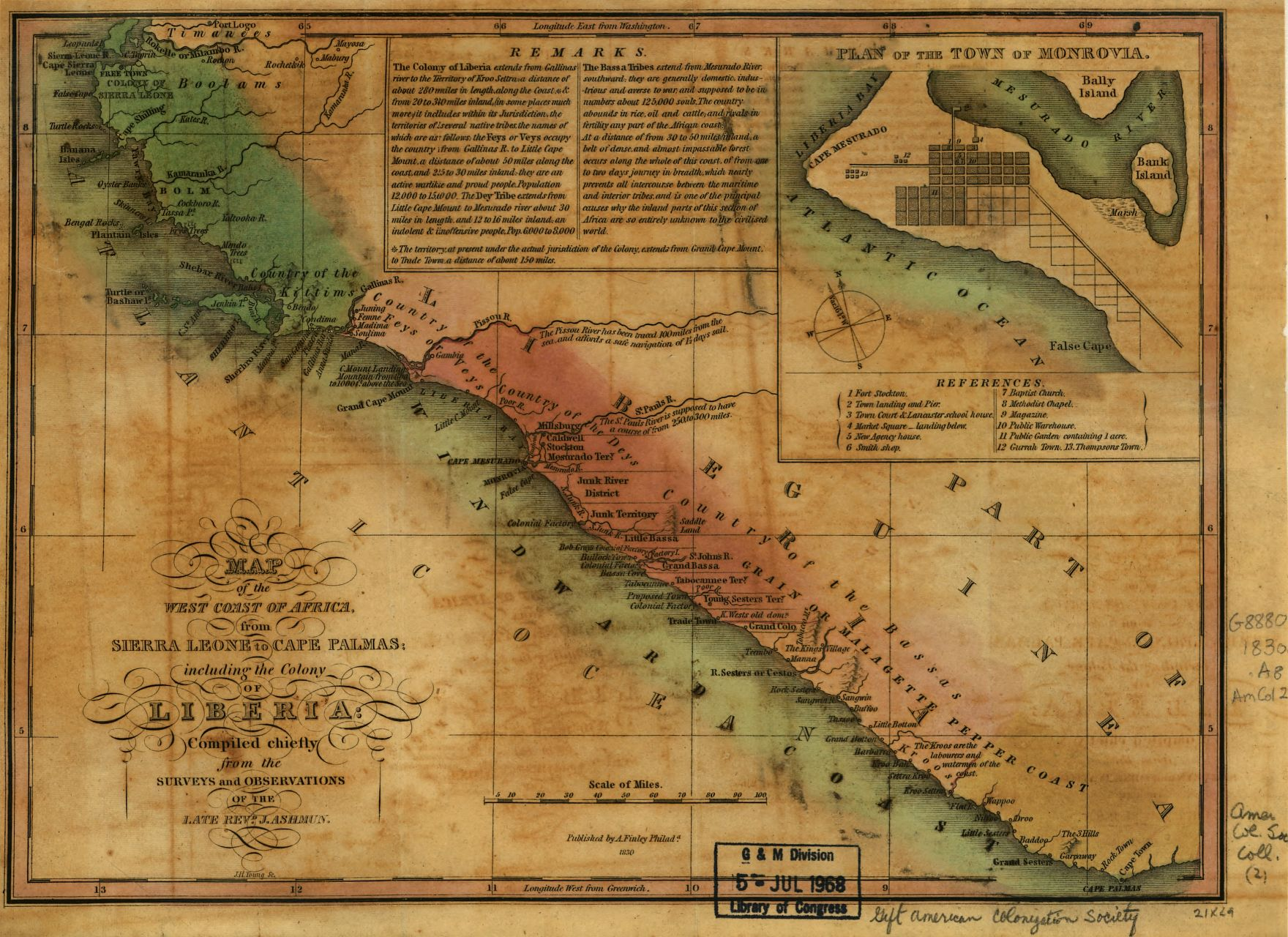
Мапа Ліберії у 1830

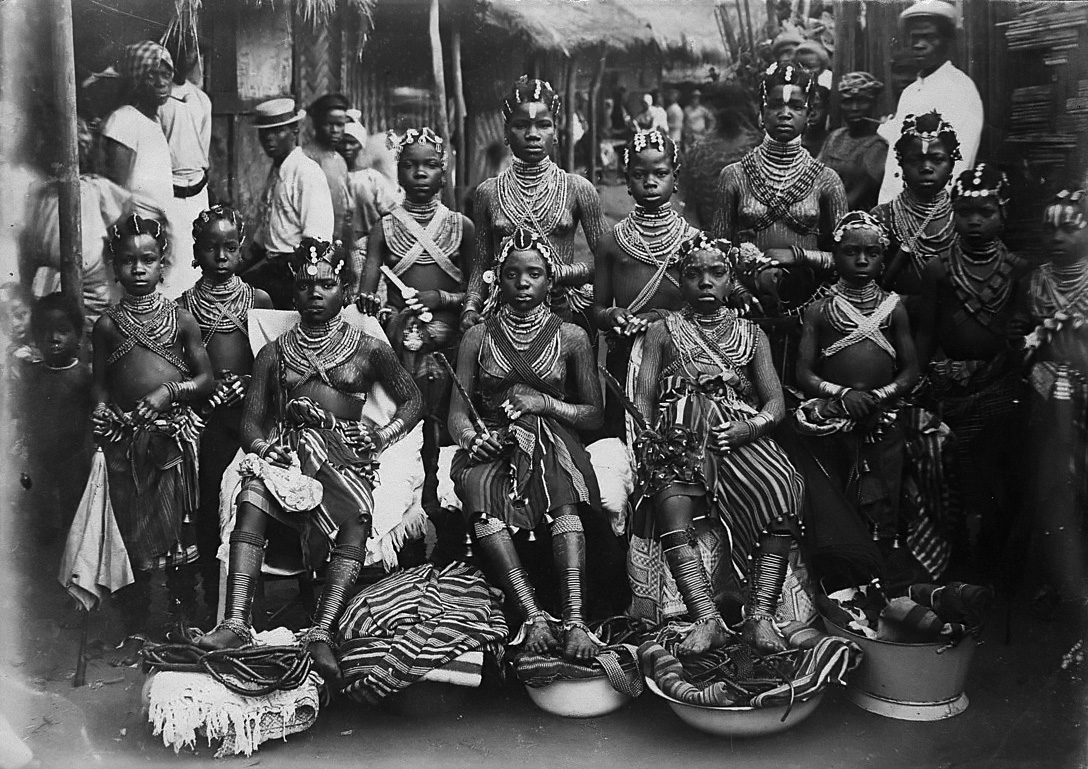
Тубільні ліберійські жінки (1910)

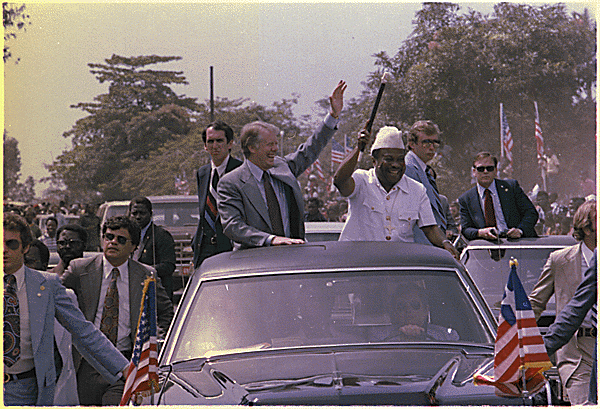
Ліберійський президент Вільям Толберт та президент США Джиммі Картер (в машині, ліворуч) у Монровії, 1978

Територія площею 13 376 кв.км. на мисі Месурадо на узбережжі Ліберії була викуплена у місцевих племен агентами Американського колонізаційного товариства спільно з урядом США у кінці 1821 року. У 1822 році Американське Колонізаційне Товариство (American Colonization Society) стало сюди переселяти чорношкірих мешканців зі США, сповнених бажань створити вільну державу за зразком і подобою самих США. Відділення товариства в різних штатах США займались переселенням звільнених з рабства колишніх темношкірих рабів африканського походження до узбережжя західної Африки. Так виникли переселенські колонії: 1822—1824 рр. — Ліберія, 1827 р. — Нова Джорджія, 1828 р. — Коннектікут в Африці, 1834 р. — Меріленд в Африці, 1832 р. — Егіна, 1832—1835 рр. — Басса-Ков, 1837 р. — Міссісіпі в Африці. У 1839 р. більшість колоній об'єднались в одну колонію Ліберія зі столицею в м. Монровія.

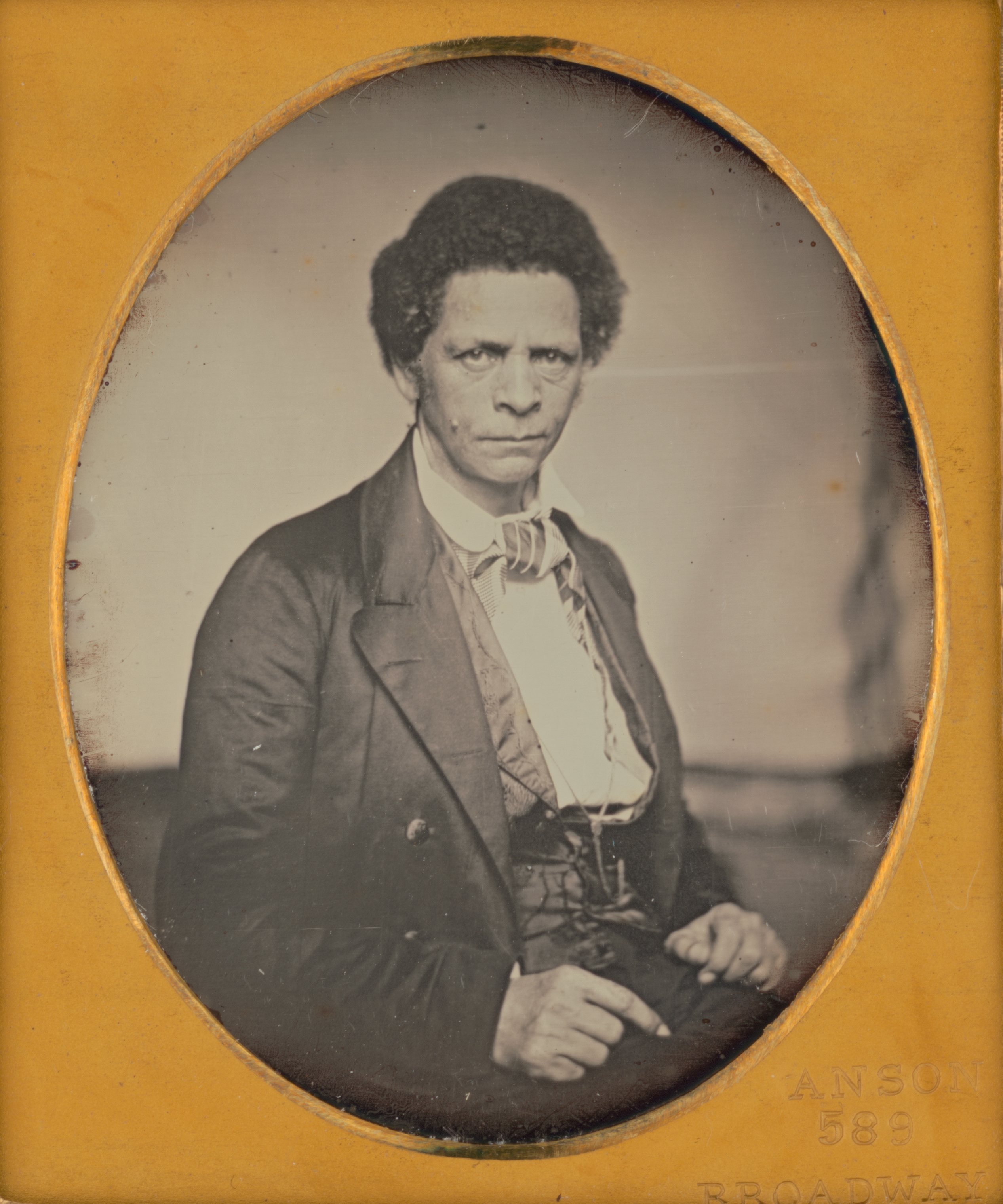
перший президент Ліберії Робертс Джозеф Дженкінс

У 1847 році Ліберія проголосила свою незалежність і стала республікою. Політична та соціально-економічна система Ліберії була скопійована з американської. Проблемою нової держави були стосунки з корінним африканським населенням та європейськими державами — В.Британією та Францією. Панівною етнічною групою держави Ліберія стали американо-ліберійці, рідною мовою котрих була англійська мова, переважною релігією — християнство. У той же час корінне населення країни перебувало на низькому рівні розвитку та сповідувало язичництво. 1857 р. колонія Меріленд, знесилена нападами на неї місцевих племен, увійшла до складу Ліберії. Франція і Велика Британія також відібрали у слабкої Ліберії частини земель на заході та сході. Лише 1911 р. Ліберія добилася міжнародного визнання своїх кордонів, втративши 44 % попередньої території. Розквіт країни настав у 1920-х рр., коли американська компанія «Файрстоун Раббер» забезпечила попит на натуральний каучук із Ліберії.
У 1944–1971 рр. президентом був Вільям Табмен. У 1971 році президентом Ліберії став Толберт, якого вбили під час перевороту 1980 року яким керував Самуель Дое. На цьому ера домінування американо-ліберійців завершилася. До влади почали приходити представники корінного населення. Нову конституцію було ухвалено в 1984, коли була започаткована Національна демократична партія Ліберії. У 1985 вона перемогла на загальних виборах.
Під  різдво 1989 р.  в   Ліберію  з   Кот-д'Івуару   вторгся   загін   повстанців   Національного  патріотичного  фронту  на  чолі  з  Ч.Тейлором,   ропочалася    перша громадянська війна в Ліберії,   повстанці   виступали  проти  уряду  Доу.
У 1990 Дое був убитий в громадянській війні між ворогуючими фракціями.   ОАЄ  спрямувала  у  серпні  1990  в  Ліберію  західноафриканські  миротворчі  сили ЕКОВАС. Вони ввійшли в країну, коли війна все ще тривала.  З  їх   допомогою   було  створено  тимчасовий  уряд  з  різних  партій.   Однак  він  контролював  лише  столицю,   решта   країни  була  в  руках  різних  озброєних  угрупувань.   Монровія перебувала в облозі військ повстанців в 1992. Розв'язанням конфлікту стала Мирна угоду про тимчасове колективне президентство, вибори були призначені на 1994.   Однак   вони   змогли  відбутись   лише  1997 р.   і  на  них   переміг  лідер   найбільшого  угрупування   повстанців   Чарлз Тейлор.  В  серпні  2003  він  утік  з   країни  під   тиском   звинувачень  у  різних   злочинах,   його  заступив   віце-президент   Мозес Бла,  а  потім  голова  тимчасового  уряду  Чарлз Гід Браянт. Громадянська війна в Ліберії йшла з 1989 до 2003 р. Після цього в країні була розміщена місія ООН у Ліберії, у тому числі з участю України.    На  президентських   виборах  2005   перемогла   Елен Джонсон-Серліф,   а  у  2017  -  Джордж Веа.